# 陕西平腹蛛
陕西平腹蛛（学名：Gnaphosa schensiensis）为平腹蛛科平腹蛛属的动物。在中国大陆，分布于陕西、河北、西藏等地，多栖息于果园。该物种的模式产地在陕西。